# パークナムポー駅
パークナムポー駅（パークナムポーえき、タイ語: สถานีรถไฟปากน้ำโพ）は、タイ王国北部ナコーンサワン県ムアンナコーンサワン郡にある、タイ国有鉄道北本線の駅である。

## 概要
パークナムポー駅はタイ王国北部ナコーンサワン県の県庁所在地で、人口約24万人が暮らすムアンナコーンサワン郡にある。駅の正面側は西向きであり、チャオプラヤー川の東側に位置する。クルンテープ駅（バンコク）より250.56 km 地点に位置し、快速列車利用で4時間30分程度である。
駅名こそパークナムポーを名乗っているが、ナコーンサワン市街地には隣のナコーンサワン駅よりはるかに近い。この為本駅をナコーンサワン駅と勘違いされることもある。
一等駅であり、1日当たり13列車（上り7列車、下り6列車）が発着しその内訳は、上下列車が快速2往復、普通4往復であり、上り列車のみこれに、ディーゼル特急1列車が加わる。当駅を含むロッブリー駅より終点チエンマイ駅までは、開業以来単線区間であったが、複線化事業の進展に伴い、コッククラーティアム駅より当駅に至る南側区間の改良が2025年5月26日に完成し、同月30日にダイヤ改正が実施された。

## 歴史
1897年3月26日にタイ官営鉄道最初の区間が、クルンテープ駅 - アユタヤ駅間に開業したが、それから複数回に及ぶ延伸開業をへた8年後の1905年10月31日に当駅まで延長した。開業当初は終着駅であったが、15月後の1907年1月24日にピッサヌローク駅まで延長され中間駅となった。
- 1897年3月26日 【開業】クルンテープ駅 - アユタヤ駅 (71.08km)
- 1897年5月1日 【開業】アユタヤ駅 - バーンパーチー駅 (18.87km)
- 1901年4月1日 【開業】バーンパーチー駅 - ロッブリー駅 (42.86km)
- 1905年10月31日【開業】ロッブリー駅 - パークナムポー駅 (117.75km)
- 1907年1月24日 【開業】パークナムポー駅 - ピッサヌローク駅 (138.66km)

## 駅構造
単式及び島式1面の複合型ホーム2面2線をもつ地上駅であり、駅舎はホームに面している。
なお当駅は北本線複線化事業第一期工区の終点であり、2025年現在、駅舎の改装やホーム増設工事が進行している。

## パークナムポー車輛所
当駅に隣接してナコーンサワン駅側に、パークナムポー車輛所がある。規模は小さいが転車台、扇形機関庫があり、退役したB.B.C.11、B.L.C.24操重車が静態保存されている。また古い貨車が当駅に保管（展示？）されている。